# Radnice v Moravské Třebové

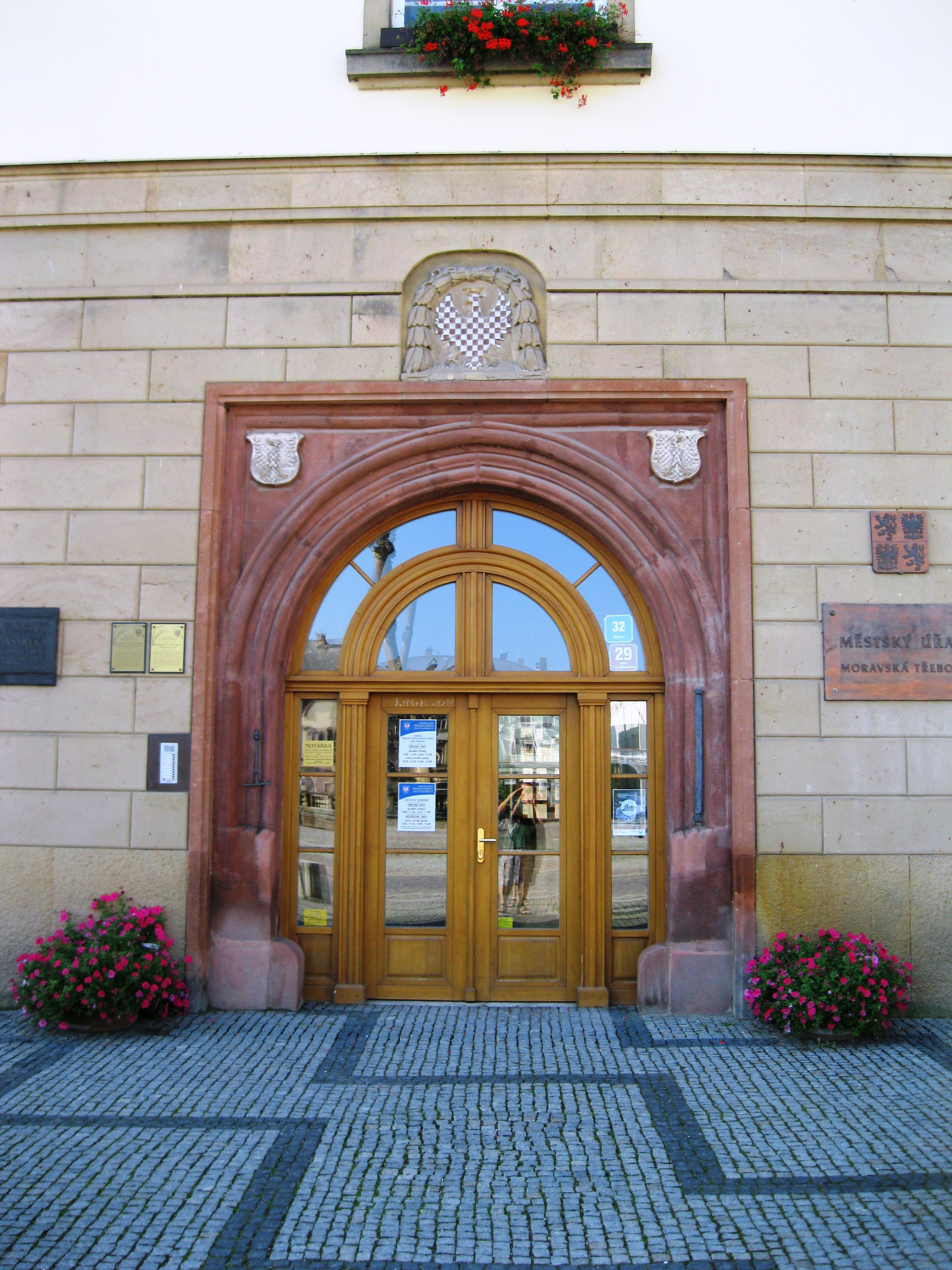
Portál radnice

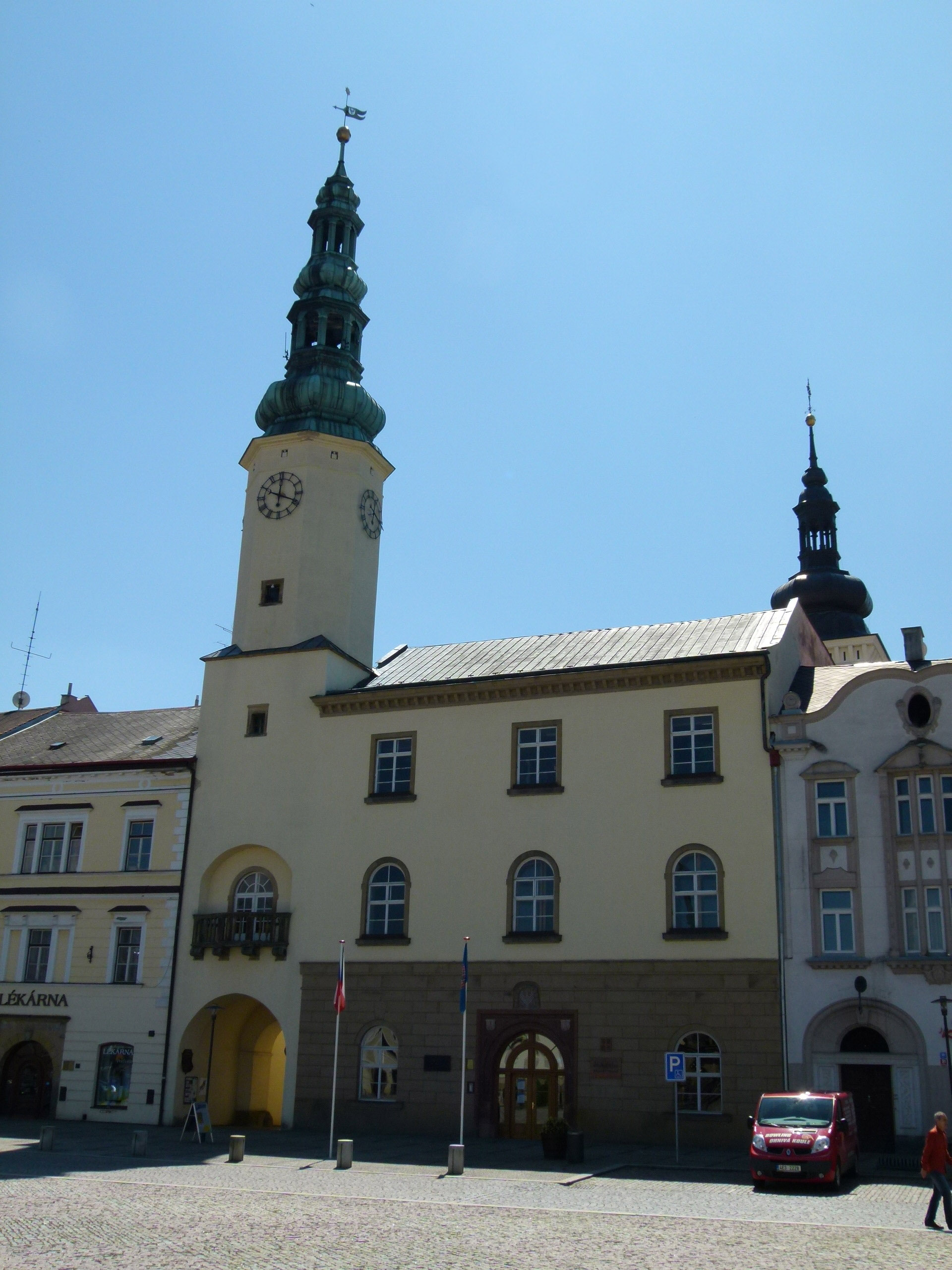
Budova radnice

Radnice v Moravské Třebové je původně pozdně gotickou stavbou.

## Historie
Stavba radnice v Moravské Třebové byla započata roku 1521 stavitelem Hieronymem Dubenským na místě někdejšího fojtství. Z této doby se zachoval první trakt přízemí s mázhauzem, sklenutým polygonálním pilířem nesoucím čtyři pole křížové klenby a malá síň, kde se dochoval symbol moravské orlice. Po druhém ničivém požáru města architekt Andreas Pfoff nechal navýšit věž a obnovil část budovy, kterou poškodil požár. V 60. letech 16. století Pfoff stavbu radnice značně rozšířil. O průběhu těchto stavebních úprav svědčí letopočty na fasádách. Jeho dílem jsou například hřebínkové klenby v mázhauzu. Nacházela se zde zasedací síň konšelů.

## Umělecká výzdoba
Kromě klenby zde nacházíme výjev Šalamounova soudu a alegorie Spravedlnosti, Obezřetnosti, Statečnosti a Mírnosti (ctnosti z Platónovy Ústavy). Strop je ozdoben rostlinnými motivy vinné révy, vinných listů a granátových jablek.